# Galuanta
Galuanta (en georgiano: გალუანთა; en osetio: Галуантæ; en ruso: Галуанта) es un pueblo que pertenece a la parcialmente reconocida República de Osetia del Sur, parte del distrito de Tsjinval, aunque de iure pertenece al municipio de Kurta de la región de Iberia Interior de Georgia.

## Geografía
Galuanta se encuentra estribaciones septentrionales de la llanura de Shida Kartli, a 13 km de Tsjinvali. La aldea se administra desde el pueblo de Jetagúrovi. 

## Historia
Según la división administrativa de la República Socialista Soviética de Georgia, formó parte del Óblast Autónomo de Osetia del Sur desde 1922.
De 1922 a 1990, formó parte del distrito de Tsjinval del óblast autónomo de Osetia del Sur. De 1990 a 2006, formó parte del raión de Kareli y, desde 2006, forma parte del municipio de Kurta.  

## Demografía
La evolución demográfica de Galuanta entre 1939 y 2015 fue la siguiente:
| 59                                                       | 25 | 21 | 34 | 47 |
| (Fuente: Population of South Ossetia since Soviet times) |    |    |    |    |